# 노인
노인(老人, 문화어: 로인, 영어: old age, old people, the elderly, OAP(Old Age Pensioner), senior, senior citizen, older adult, the elders)은 평균 수명에 가깝게 이르렀거나 그 이상을 사는 사람으로 인생의 마지막 과정(end of human life cycle)이다. 어르신이라고도 부르나, 그 외에도 늙은이, 고령자(高齡者), 시니어, 실버 등으로 교체해서 사용하기도 한다. 한 나라나 지역에 노인이 많으면 고령화가 사회 문제로 대두되기도 한다. 대한민국에서 처음에는 60세 이상이면 노인이었으나, 현재는 65세 이상이면 노인으로 분류가 된다. 노인만을 위한 시설로는 경로당, 노인정, 노인 대학 등이 있다. 주로 도시보다 농촌에 노인들이 많이 분포한다.

## 노인 문제
부모와 자녀 부부가 동거하는 복합적인 가족에 있어서도 부모가 노령에 이르면 그 부양과 공경(恭敬) 같은 문제, 혹은 노령화(老齡化)에서 오는 자기 중심성, 자기 폐쇄성, 활동성의 감퇴, 고독감·시기심·질투심의 왕성화·불평, 불만과 같은 심리적 행동적인 것에서 일어나는 오해와 충돌과 같은 가족관계의 불안정성의 문제가 있다. 현대가족에 있어서는 부모와 자녀 부부가 별거하는 부부가족적 경향이 높아지면서 부양에 대한 문제는 심각해지고 있다. 또, 심리적·행동적인 면에서 일어나는 가족관계의 문제는 대체로 회피할 수 있을 것 같이 보이지만 반대로 그것을 촉진하는 경우도 생기게 된다. 이와 같은 점에서 현대의 가족에 있어서의 노인문제는 특히 중요한 문제로 인식되고 있다.

## 호칭 (별칭)
대한민국 나이로 61세가 되는 생일을 환갑(還甲)(회갑)이라고 하고, 그 이듬해 생일은 진갑(進甲)이라고 부른다. 하지만 65세 이상이 노인으로 분류되는 특성상, 노인에 대한 호칭(별칭)은 따로 있다.
세는 나이, 만 나이,연 나이로 일흔 살은 칠순(七旬) 또는 고희(古稀), 여든 살은 팔순(八旬), 아흔아홉 살은 백수(白壽)라고 부르는데, 이는 ‘百’에서 ‘一’을 빼면 99가 되고 ‘白’ 자가 되는 데서 유래한다.

## 노인 안전
노인 또한 어린이 못지않게 안전에 취약하기 때문에 보호자의 보호가 많이 필요하다. 

## 노인의 건강
나이가 들수록 피부 두께가 얇아진다. 햇볕이 뜨거워지면 '피부의 적' 자외선도 강해지며, 자외선에 장시간 노출되면 피부가 건조해지는 수준을 넘어 노화 현상을 일으키거나 피부 암을 유발하기도 한다.

## 같이 보기
- 노화
- 어린이
- 노인 학대
- 청소년
- 청년